# 除淨日
除淨日（英語：或英語：）在股市指一個特定日期，如果某一上市公司宣佈同時派發股息及其它非現金權益（例如紅利股份、紅利認股權證、以折讓價供股等），在除淨日之前一日持有它的股票的人士（即股東）可享有全部該等權益，在除淨日當日或以後才買入該股票的人則不能享有該等權益。
除淨日與除息日、除權日是同一概念，它們的差別在於涉及權益的形式。
由於在除淨日當日買入股票的人已不能享有該等權益，交易所會在除淨日開市前，自動把該股票的上一交易日收市價，扣減該等權益的價值。扣減後的經調整收市價，會定為該股票的開市參考價。